# Nubiella globosa
Nubiella globosa is een hydroïdpoliepensoort uit de familie van de Bougainvilliidae. De wetenschappelijke naam van de soort is voor het eerst geldig gepubliceerd in 2012 door Lin, Xu & Huang.